# Quelques mots d'amour (chanson)
Pour les articles homonymes, voir Quelques mots d'amour.
Clip vidéo
[vidéo] « Quelques mots d'amour - Michel Berger », sur YouTube
Quelques mots d'amour est une chanson française d'amour tube de l'auteur-compositeur-interprète Michel Berger (1947-1992). Enregistrée sur son 5e album Beauséjour de 1980, chez Warner Bros. Records (disque d'or vendu à près de 300 000 exemplaires) elle figure également sur la face B de La Groupie du pianiste, premier single extrait de l'album, vendu à près de 400 000 exemplaires.

## Genèse
Michel Berger écrit et compose cette chanson sur le thème de sa solitude mélancolique amoureuse (malgré tous ses fans et amis), de sa recherche complexe de la femme de sa vie, de son besoin de sentiments amoureux, et de cette déclaration d'amour à la femme qu'il aime « Il manque quelqu'un près de moi, Je me retourne tout le monde est là, D'où vient ce sentiment bizarre que je suis seul, Parmi tous ces amis et ces filles qui ne veulent, Que quelques mots d'amour..., J'écoute les battements de mon cœur me répéter, Qu'aucune musique au monde ne saura remplacer, Quelques mots d'amour... ».
Michel Berger a écrit et composé quelques-unes des plus belles chansons d'amour de la chanson française (Attends-moi, de son album Michel Berger de 1973, La Déclaration d'amour pour France Gall en 1974 (qu'il épouse en 1976) pour le premier album studio France Gall de 1976, Que l'amour est bizarre de 1975, Besoin d'amour de son opéra-rock Starmania de 1979, La minute de silence, de son album Voyou de 1983, Les Élans du cœur de 1992...).
Ce tube est un des premiers triomphes commerciaux du célèbre auteur compositeur des années 1970 en tant qu'interprète, avec La Groupie du pianiste, et Celui qui chante... La chanson est reprise avec succès, entre autres par les deux femmes de sa vie France Gall et Véronique Sanson, ainsi que par Michel Delpech, Roch Voisine, Jenifer, Christophe Willem, Emmanuel Moire, Chimène Badi et les amis de l'IRA de Bastia.

## Single et albums
- 1980 : La Groupie du pianiste, de Michel Berger (sur la face B)
- 1994 : Celui qui chante (compilation), de Michel Berger
- 1994 : Simple je – L'Intégrale Bercy, de France Gall
- 2000 : Avec vous, de Véronique Sanson
- 2012 : Échos, d'Anggun

## Classement hebdomadaire
| Classement (2018) | Meilleure place |
| ----------------- | --------------- |
| France (SNEP)     | 65              |